# Allmannsweiler
Allmannsweiler település Németországban, azon belül Baden-Württembergben. Lakosainak száma 337 fő (2023. december 31.).

## Népesség
A település népessége az elmúlt években az alábbi módon változott:
| Lakosok száma | 250  | 305  | 303  | 304  | 328  | 335  | 337  |
|               | 1975 | 2014 | 2017 | 2019 | 2021 | 2022 | 2023 |